# Massacre de Mianning
Le massacre de Mianning est une tuerie qui fut perpétrée en 1839 par des milices de migrants Hans avec la complicité de fonctionnaires locaux contre les musulmans Huis de la ville de Lincang et ses alentours, dans la région du Yunnan en Chine. 

## Contexte du massacre
Depuis le début du XIXe siècle, des tensions ethnico-religieuses opposaient déjà la population Hui du Yunnan aux nouveaux-arrivants Hans venus de Chine centrale (notamment des provinces du Sichuan et du Hunan) pour des raisons économiques. Des Hans vivaient dans la région depuis son annexion par la dynastie Yuan au XIIIe siècle et leur présence y date d’au moins aussi longtemps que celle des Huis ; mais l’arrivée de nouveaux migrants Hans, dès le début du siècle, sclérose les relations inter-ethniques et joue un rôle catalysant dans de nombreuses rixes locales. En décembre 1838, une dispute éclate entre plusieurs membres des communautés musulmanes yunnanaises et hans. Lorsqu’un Hui demande au magistrat sous-préfectoral de rembourser une dette qu’il avait contractée, ce dernier se vexe et essaie d’obtenir un terrain vacant face à une mosquée pour y bâtir un pavillon commémorant un édit impérial. Les musulmans, se plaignant que d’autres endroits plus propices à une telle construction se trouvent dans les alentours, tentent alors d’empêcher sa construction en essayant d’ériger sur ce même terrain un mur décoratif. Déjà à ce moment-là s’annonçait une recrudescence des tensions qui aboutirait  au massacre. Quelque temps après, deux notables locaux demandent à la communauté musulmane de la ville de faire une donation pour une cérémonie en l’honneur du commandant régional adjoint Rui Lin. C’est la réticence des Huis à dépenser de l’argent pour cette occasion qui pousse les fonctionnaires locaux à essayer de se venger en prétendant que la mosquée dérangeait de par sa seule présence sur la voie publique. 
Lorsque le cas est porté à la magistrature, les musulmans prouvent que le terrain mentionné plus tôt fait légalement partie de la mosquée et qu’ils en détiennent les droits fonciers. Devant cet échec, les notables locaux alimentent un ressentiment contre les Huis au sein de la ville et fomentent un projet de massacre. 

## Déroulement du massacre
À l’été 1839, une réunion est organisée entre les migrants Hans projetant de s’en prendre aux musulmans yunnanais. Leur but est d’établir un moyen d'anéantir définitivement  la menace musulmane en unissant leurs forces. Lorsque les Huis apprennent la nouvelle, ils tentent de désamorcer la situation auprès de Rui Lin mais il est déjà trop tard. Des messagers sont alors envoyés à la préfecture de Shunning pour demander de l’aide face à la menace imminente ; les autres Huis se cachent avec leurs familles et ceux à l’extérieur des remparts de Lincang sont ordonnés de se réfugier au sein de la ville par les autorités locales le 17 juillet. Dès l'aube, le commandant d’une milice Han, Zhu Zhanchun, permet à cette dernière d’infiltrer discrètement la ville où ils attendent le signal de Rui Lin pour passer à l’action. Dans les heures qui suivent, 700 musulmans sont massacrés au sein de la ville et les villages Huis qui l’entourent sont eux aussi attaqués au cours de la journée. En deux semaines, presque 2000 musulmans perdent la vie dans un véritable ‘pogrom’ et leurs mosquées sont rasées.

## Conséquences du massacre
Après le massacre, les fonctionnaires locaux (dont les perpétrateurs du massacre) tentent d’en minimiser la gravité en le qualifiant de xiedou, c’est-à-dire une simple rixe locale, une querelle de voisinage. Un musulman de la ville dénommé Ma Wenzhao entreprend alors de voyager jusqu’à Beijing pour demander justice : 
« S’il s’agissait d’une simple querelle, pourquoi les jeunes garçons et les femmes enceintes furent tués ? Pourquoi les Huis ont-ils demandé de l’aide aux fonctionnaires du gouvernement ? Pourquoi les maisons et les villages des Huis furent-ils démolis alors que les maisons et temples des Hans restèrent intacts ? Pourquoi les Huis, hommes ou femmes, jeunes ou vieux furent-ils blessés et tués dans le combat et aucun Han ? En jugeant à partir de ces faits, il est clair qu’il ne s’agissait pas d’une querelle. »

La tentative d’éradiquer les Huis en 1839 est significative du changement des rapports inter-religieux et inter-ethniques avec l’arrivée de plus de plus de migrants Hans, causes et inhibiteurs des violences dans le Yunnan. C’est également la première fois que des fonctionnaires officiels soutiennent une telle initiative. Il convient toutefois de ne pas avoir une vision dichotomique et simpliste de ces tragédies : en 1845, ce sont des Huis, non autochtones mais migrants originaires du nord-ouest de la Chine qui participent à accroître les tensions entre Huis et Hans malgré les tentatives d’apaisement par les Huis yunnanais. En 1856, des musulmans combattent aux côtés des troupes Qing et des Hans aux côtés des Huis lors de la révolte des Panthay. 
Les deux dates sus-citées symbolisent une escalade de la violence au Yunnan amorcée tout le long du XIXe siècle mais qui, à partir du massacre de Lincang (Mianning) en 1839, ne cesserait de culminer. En 1845, plus de 8000 Huis sont massacrés à Baoshan par prévention d’une rébellion spéculée, et plus d’un million le sont durant la révolte des Panthay, évènement paroxystique de cette fragmentation entre Huis et Hans au Yunnan.